# Borki (powiat sokołowski)
Borki – osada leśna w Polsce położona w województwie mazowieckim, w powiecie sokołowskim, w gminie Sterdyń.
W latach 1975–1998 miejscowość administracyjnie należała do województwa siedleckiego.